# Emil Jannings

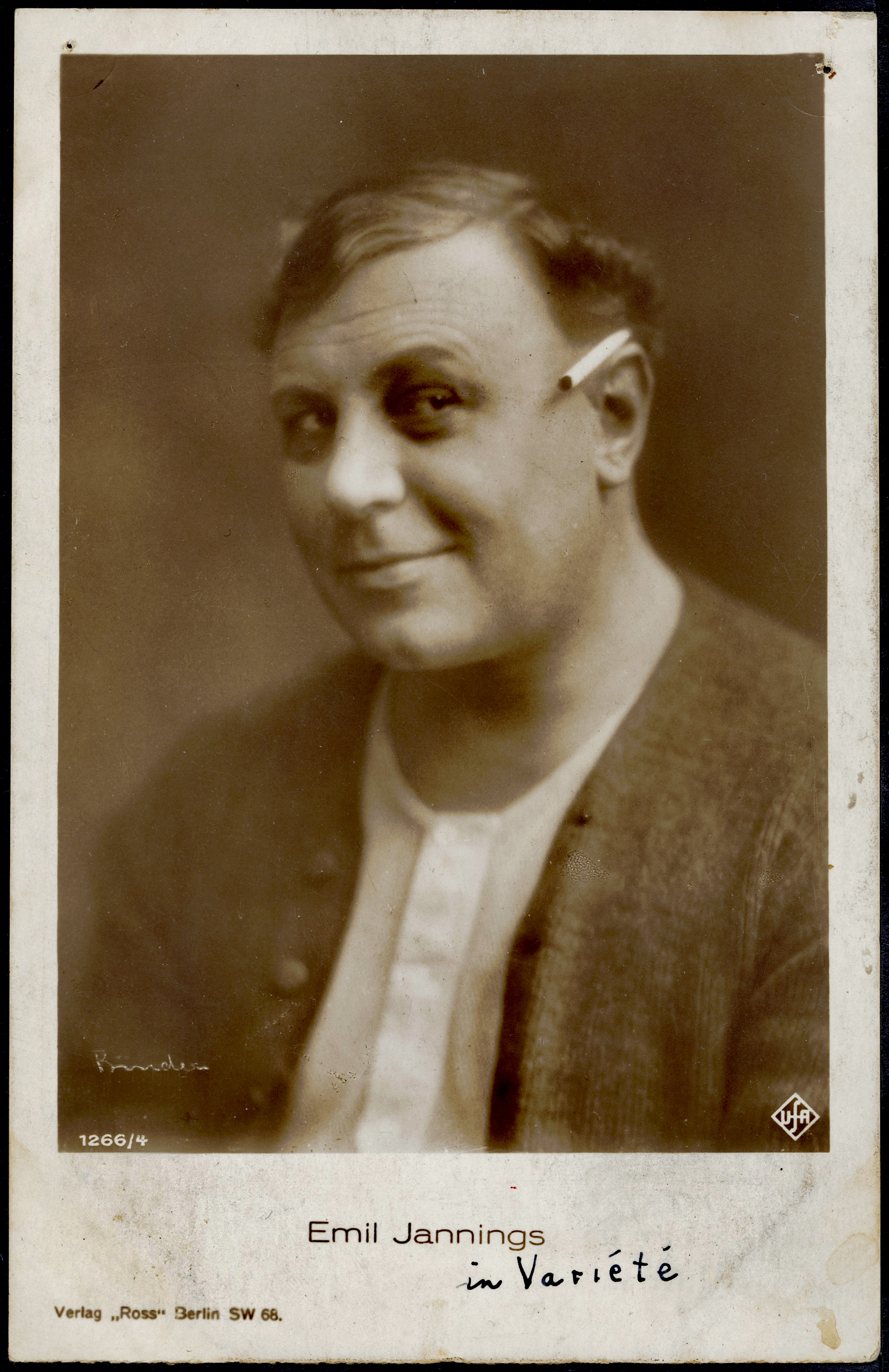
Emil Jannings in Varieté (1925), Fotografie von Alexander Binder

Emil Jannings, gebürtig Theodor Friedrich Emil Janenz (* 23. Juli 1884 in Rorschach, Schweiz; † 2. Januar 1950 in Strobl, Österreich), war ein deutscher Schauspieler. Im Jahre 1929 erhielt er den ersten Oscar  überhaupt – in der Kategorie Bester Hauptdarsteller.

## Frühe Karriere
Emil Jannings kam als Sohn des US-amerikanischen Kaufmanns Emil Janenz und dessen Ehefrau Margarethe (geb. Schwabe), einer Migrantin deutsch-russischer Abstammung, im schweizerischen Rorschach am Bodensee zur Welt. Er wuchs als deutscher Staatsbürger in der Schweiz sowie in Leipzig und Görlitz auf und hatte drei Geschwister: Grete, Walter und Werner. Sein Bruder Walter Jannings (1888–1965) war Kaufmann in Berlin-Friedenau.
Nachdem er das Gymnasium ohne Abschluss verlassen hatte, fuhr er als Schiffsjunge ein Jahr lang zur See. Nach seiner Rückkehr nach Görlitz begann er ein Schauspielvolontariat am Theater Görlitz. Dort wurde ihm allerdings fehlendes Talent bescheinigt.
Jannings ließ sich davon jedoch nicht entmutigen. Er schloss sich diversen Wanderbühnen an und bereiste mit ihnen zwischen 1901 und 1908 den gesamten deutschen Sprachraum. Sein erstes richtiges Engagement erhielt er danach am Stadttheater Glogau, Niederschlesien. Weitere Engagements an verschiedenen Stadttheatern folgten. 1915 gelangte er dann nach Berlin, wo er an fast allen Bühnen mit großem Erfolg spielte.
Schließlich unterzeichnete er einen Vertrag mit dem Deutschen Theater in Berlin und profilierte sich dort unter der Regie von Max Reinhardt als Charakterdarsteller. Über Reinhardt lernte Jannings 1915 auch Karl Gustav Vollmoeller kennen. Jannings war außerdem Schauspielkollege von Ernst Lubitsch. Beide gehörten zur Berliner Gesellschaft der Goldenen Zwanziger Jahre. Sie kamen mit bekannten Persönlichkeiten wie der Berliner Gesellschaftsfotografin Frieda Riess in Kontakt, die Portraitaufnahmen von ihnen anfertigte. 1918 spielte er am Königlichen Schauspielhaus in Berlin den Dorfrichter Adam in Heinrich von Kleists Der zerbrochne Krug. Mit diesem Rollenporträt feierte Jannings einen seiner größten Bühnenerfolge.

## Filmkarriere

### Stummfilme in Deutschland
Emil Jannings sah in der Filmarbeit nicht seine Erfüllung. Künstlerisch stellte es für ihn kein adäquates Medium für seine Schauspielerei dar, denn er konnte im Stummfilm seine vielseitige Stimme nicht einsetzen. Zunächst hatte er seine erste Filmrolle im Film Im Schützengraben unter der Regie von Walter Schmidthässler für die Imperator-Film Co.mbH Berlin. Danach spielte er Jahr für Jahr in zahlreichen Filmen der expandierenden UFA, was ihm eine willkommene Geldquelle erschloss. Ab 1919 begann Jannings, auch internationalen Ruhm zu erlangen. Er drehte eine Reihe von Historiendramen, bei denen häufig Ernst Lubitsch Regie führte und Pola Negri die weibliche Hauptrolle spielte, so in Die Augen der Mumie Ma und vor allem Madame Dubarry. Darüber hinaus gewann Jannings Anerkennung, indem er bekannte Bühnencharaktere wie Othello, Tartüffe oder Danton verkörperte. Am besten spielte er als lange leidender Mann, der vom Unglück verfolgt wird und am Ende tragisch stirbt: Der letzte Mann und Varieté verhalfen ihm zum Titel Bester Schauspieler der Welt und zu einem lukrativen Vertrag mit Paramount, wo bereits Lubitsch und Negri arbeiteten.

### In Amerika

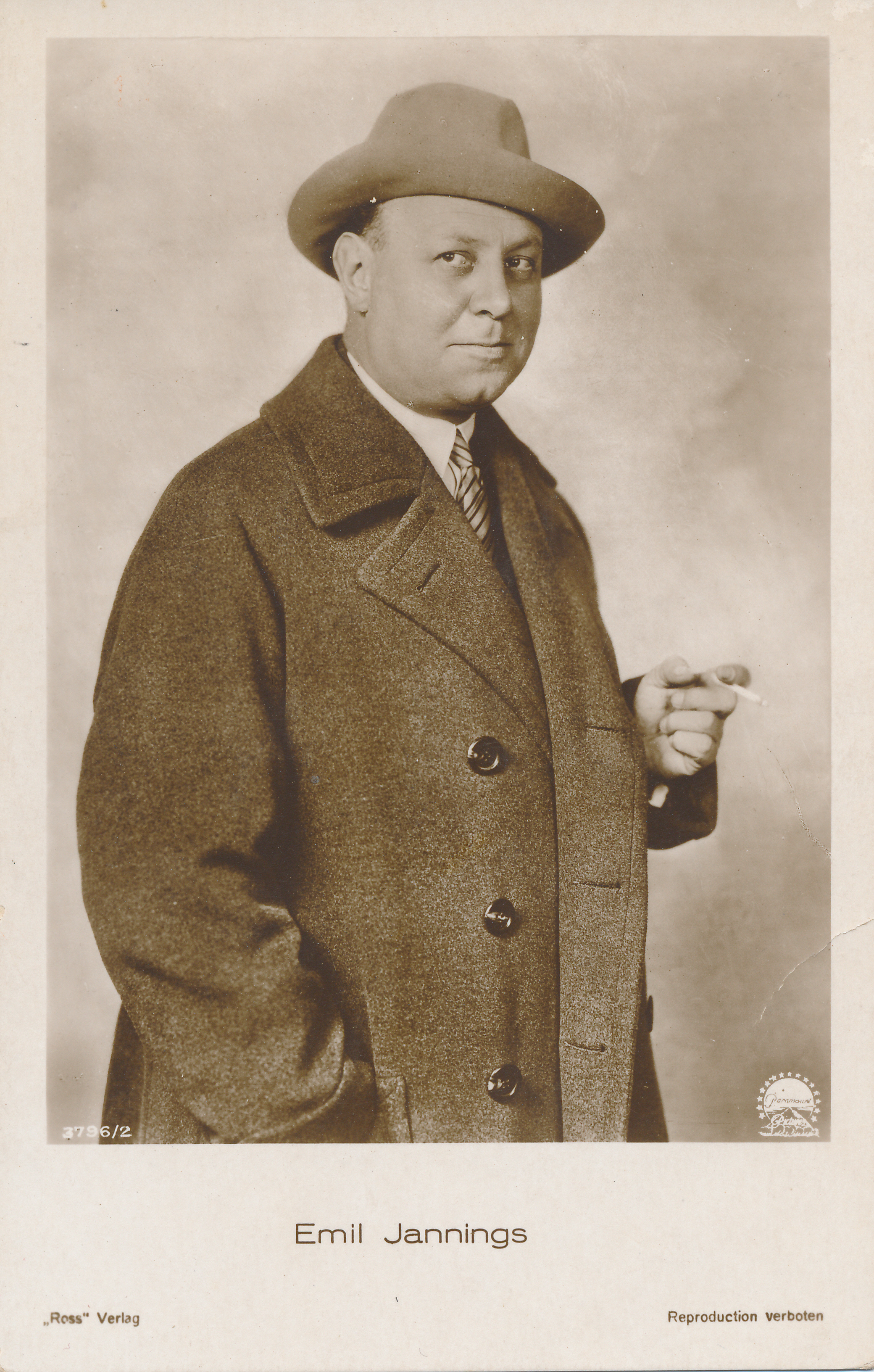
Emil Jannings (1928)

Wie schon in Deutschland wurde Jannings auch in Amerika meist als Mann gezeigt, der durch die Umstände und sündhafte Frauen ins Verderben gezogen wird. Bereits sein erster Film in Amerika, Der Weg allen Fleisches (The Way of All Flesh) unter der Regie von Victor Fleming, wurde gewissermaßen zur Vorlage für alle weiteren Streifen. Der Film hatte großen finanziellen Erfolg. Im Jahr darauf spielte Jannings in Sein letzter Befehl. Josef von Sternberg wirkte auf ihn ein, dass Jannings mit einer kontrollierten Darstellung vor der Kamera agierte. Diese Darstellungsweise widerstrebte Jannings, was zu schweren Auseinandersetzungen führte. Nachdem The Street of Sin weder bei Kritik noch Publikum Anklang gefunden hatten, übernahm Ernst Lubitsch die Regie bei The Patriot. Jannings stellte in diesem Film den verrückten Zaren Paul I. dar, der am Ende von Lewis Stone, dem Patrioten des Titels, zum Besseren Russlands ermordet wird.

„Ich danke Ihnen für Ihre freundliche Aufforderung. Es freut mich, daß sich das amerikanische Filmpublikum für meinen Werdegang interessiert. Nur bedauere ich, daß ich meine Mitteilungen nicht in englischer Sprache machen kann, da ich außer ,How do You do‘ und ,all right‘ kein Wort der Sprache Shakespeares kenne... Dies ist um so erstaunlicher, als ich, was Ihre Leser überraschen dürfte, gebürtiger New Yorker bin. Ich habe jedoch die Riesenstadt in dem zarten Alter von – 14 Monaten verlassen. Es sind also sprachliche oder sonstige Erinnerungen kaum von mir zu erwarten. Als vierzehn Monate alter junger Mann wurde ich von meinen Eltern nach Europa mitgenommen und verbrachte die nächsten 10 Jahre meines Lebens in der Schweiz. Später ließen wir uns in einer deutschen Kleinstadt nieder, wo ich sehr zu meinem eigenen, aber auch zum Mißvergnügen der Lehrerschaft, die Schule besuchen mußte. […] 1912 wurde ich von Reinhardt entdeckt und trat das erstemal in Berlin auf. Zwei Jahre später begann meine Filmtätigkeit. Als ich mich nach dem ersten Aufnahmetag das erstemal auf der Leinwand sah, war ich angewidert. Ich stürzte, mit Tränen in den Augen, aus dem Vorführungsraum. Und erklärte, daß ich es auf keinen Fall gestatten werde, daß der Film zur Aufführung komme, protestierte heftig gegen die weiteren Aufnahmen und schwor mit den heiligsten Eiden, daß dieser Film, falls die Gesellschaft auf die Erfüllung meines Kontraktes bestünde, der erste und letzte meines Lebens sein sollte. Ich habe diesen Eid gebrochen. (Nebenbei bemerkt, dieser erste Film wurde ein großer Erfolg.) Kurze Zeit darauf hatte die neue Filmkunst an mir einen ihrer ergebensten Anhänger, besonders seit ich mit Ernst Lubitsch zusammen arbeiten durfte, der der erste war, der meine Filmindividualität erkannte und entsprechend berücksichtigte.“

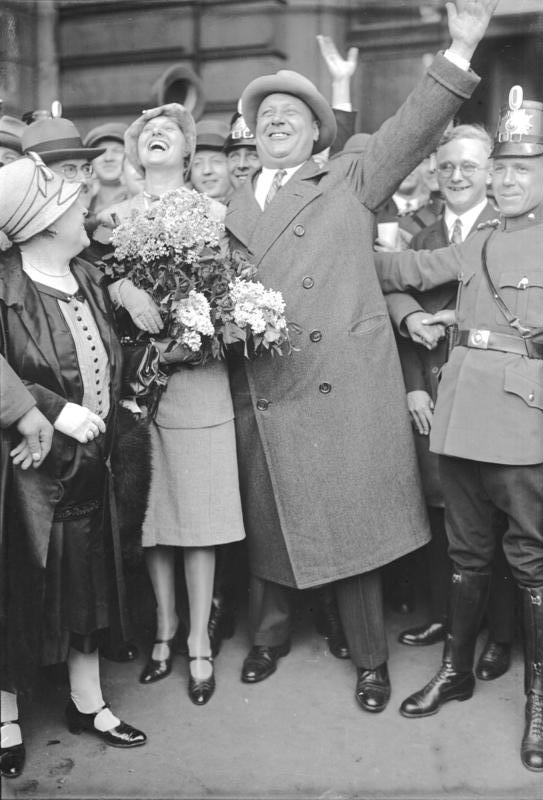
Rückkehr Emil Jannings’ aus Amerika, 1929

Jannings war in Amerika nicht sonderlich glücklich, denn er vermisste die Bühnenarbeit. Jedoch freundete er sich unter anderem mit Greta Garbo an, die er über seinen mittlerweile zum Freund gewordenen Gönner Karl Gustav Vollmoeller kennengelernt hatte, und erwarb ein großes Vermögen, von dem er über 200.000 Dollar in bar im Kopfkissen versteckte. Darum gehörte er zu den wenigen Stars, die nicht vom Börsenkrach betroffen waren. Jannings gewann 1929 als erster Schauspieler einen Oscar für seine Darstellung in den beiden Filmen The Way of All Flesh und Sein letzter Befehl. Aber mit dem Wechsel vom Stummfilm zum Tonfilm änderte sich der Publikumsgeschmack rapide und Jannings’ eher exaltierte Darstellungsweise wurde rasch als veraltet angesehen. Daher kehrten er und seine Frau noch Mitte des Jahres 1929 nach Deutschland zurück.

### Nach 1929

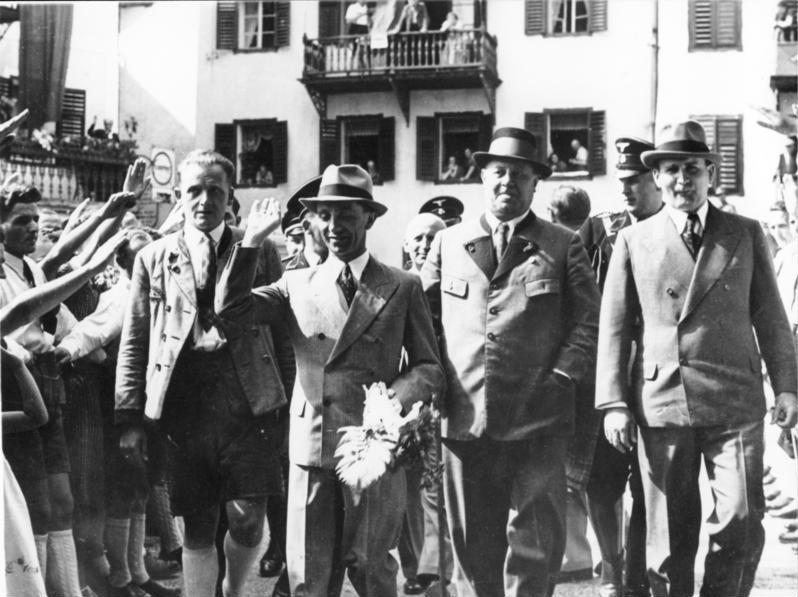
Emil Jannings (2. v. r.) neben Propagandaminister Joseph Goebbels (3. v. r.) im Jahr 1938 in St. Wolfgang

Unmittelbar danach hatte er sein Tonfilmdebüt unter der Regie von Josef von Sternberg in Der blaue Engel. Die neuerliche Zusammenarbeit der beiden gegensätzlichen Naturen war der gemeinsamen Freundschaft von Schauspieler und Regisseur mit Vollmoeller geschuldet, der als Leiter des Drehbuchteams fungierte. Jannings war als ein an den bigotten Pflicht- und Moralvorstellungen seiner Zeit zugrunde gehender Mann zu sehen. Jannings drehte auch die englische Version des Films.
Im Folgejahr drehte er zusammen mit Renate Müller unter der Regie von Hanns Schwarz den Film Liebling der Götter (1930).
Nach 1933 wirkte Jannings neben einigen anderen Filmen im NS-Propagandafilm Ohm Krüger mit; neben der Hauptrolle hatte er auch die künstlerische Leitung inne, was ihm nicht wenige Kritiker übel nahmen. Seine Filme aus dieser Zeit wiesen nicht das Niveau seiner früheren Arbeiten auf, insbesondere seine Darstellung in Der zerbrochene Krug wirkte eher wie eine abgefilmte Bühnenaufführung und hinterließ beim Zuschauer einen statischen Eindruck. Der Film ist allerdings dennoch als eine der gelungensten populären Bearbeitungen des Stücks zu betrachten, vor allem hinsichtlich der humoristischen Seite Jannings’, die hier zum Ausdruck kam.
An der Qualität seines Spieles war auch in seiner Spätzeit nicht zu zweifeln, und Jannings’ darstellerisches Können bewies sich besonders in Filmen über historische Persönlichkeiten, etwa in Robert Koch, der Bekämpfer des Todes und Die Entlassung (Alternativtitel: Schicksalswende), worin er in der Rolle des gealterten, aber unbeugsamen Fürsten Bismarck überzeugte. Dreimal verkörperten er und Werner Hinz eng miteinander verbundene, jedoch konkurrierende Figuren. In Der alte und der junge König spielten sie Friedrich Wilhelm I. und dessen Sohn, den späteren Friedrich II., in Ohm Krüger den Burenpräsidenten Paul Krüger und dessen Sohn Jan sowie in Die Entlassung den alten Bismarck und den jungen Kaiser Wilhelm II.  Trotz seiner jüdischen Wurzeln wurde Jannings von der nationalsozialistischen Staats- und Parteiführung hofiert und unterstützt. Adolf Hitler und Joseph Goebbels zeigten sich 1937 als Bewunderer des Schauspielers. Jannings gehörte zu den am besten verdienenden Schauspielern des NS-Staats. Goebbels machte ihn zum Geschäftsführer und künstlerischen Leiters der Filmproduktionsfirma Tobis. 1944 setzte das Reichsministeriums für Volksaufklärung und Propaganda Jannings auf die so genannte Gottbegnadeten-Liste des NS-Staats.
Seinen letzten Film Wo ist Herr Belling? konnte Jannings 1945 nicht mehr vollenden, denn die Alliierten belegten den Schauspieler nach dem Ende des Zweiten Weltkriegs sofort mit einem lebenslangen Auftrittsverbot im Hinblick auf seine Nähe zu den nationalsozialistischen Machthabern.

## Privatleben

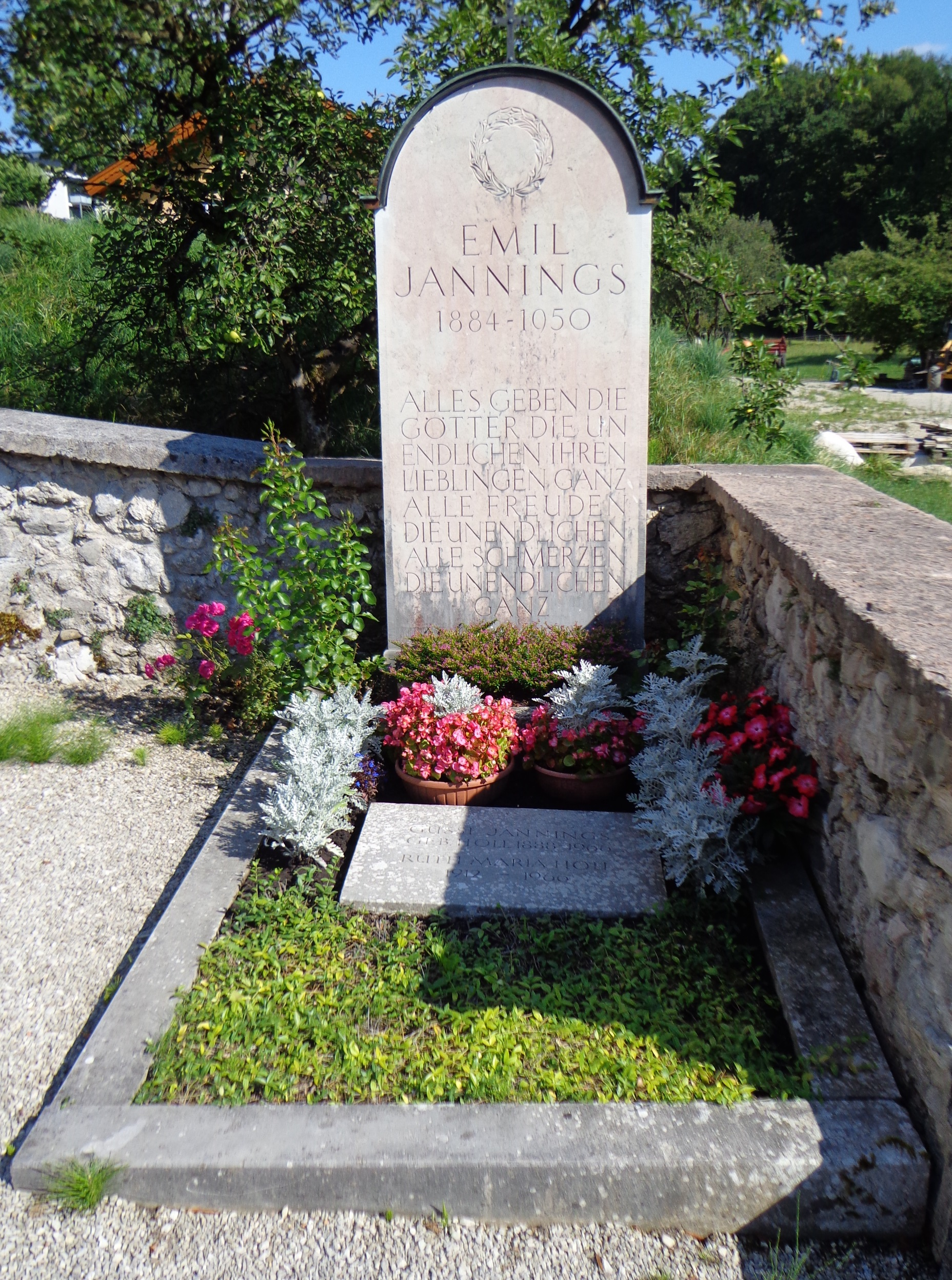
Emil Jannings’ Grab in St Wolfgang im Salzkammergut

Jannings war in erster Ehe von 1908 bis 1913 mit der Tochter des Stettiner Agenten Ferdinand Hennings, Erna Gertrud Irmgard Luise Hennings, verheiratet. In zweiter Ehe war er von 1919 bis 1921 mit Hanna Ralph (1888–1978) und in dritter Ehe von 1921 bis 1922 mit der deutschen Schauspielerin Lucie Höflich (1883–1956) verheiratet. 1923 heiratete er die Schauspielerin und Diseuse Gussy Holl (1888–1966). Mit ihr verbrachte er seine Zeit von 1926 bis 1929 in Hollywood. Nach der Rückkehr 1929 aus Amerika kaufte Jannings ein Haus in Strobl am Wolfgangsee, wo er mit seiner Frau bis zu seinem Tod zusammen lebte. Jannings wurde 1948 österreichischer Staatsbürger. Kurz vor seinem Tod trat er vom evangelischen zum katholischen Glauben über, um in Sankt Wolfgang im Salzkammergut bestattet werden zu können. Dies war laut seiner Ehefrau sein letzter Wille.
Jannings starb 1950 im Alter von 65 Jahren in seinem Haus an Leberkrebs, daraufhin wurde er in der Loggia seines Seehauses in Zinkenbach aufgebahrt. Im Kondukt am 7. Jänner wurde der Sarg auf einer Plätte über den Wolfgangsee zur Beerdigung gebracht. Die Trauerrede hielt der Geistliche KR Franz Wesenauer (1904–1991), der auch Jannings in den letzten Stunden beigestanden hatte. Sein Grab befindet sich auf dem Friedhof in Sankt Wolfgang. Im gleichen Grab fanden seine Frau Gussy Jannings, geb. Holl, und deren Tochter Ruth Maria Holl (1912–1966) ihre letzte Ruhestätte.

## Filmografie
- 1914: Im Schützengraben
- 1915: Frau Eva
- 1916: Passionels Tagebuch
- 1916: Aus Mangel an Beweisen
- 1916: Das Leben ein Traum
- 1916: Der Zehnte Pavillon der Zitadelle
- 1916: Die Bettlerin von St. Marien
- 1916: Arme Eva
- 1916: Im Angesicht des Toten
- 1916: Nächte des Grauens
- 1916: Stein unter Steinen
- 1917: Unheilbar
- 1917: Das fidele Gefängnis
- 1917: Das Geschäft
- 1917: Der Ring der Giuditta Foscari
- 1917: Die Ehe der Luise Rohrbach
- 1917: Die Seeschlacht
- 1917: Lulu
- 1917: Wenn vier dasselbe tun
- 1918: Die Augen der Mumie Ma
- 1918: Fuhrmann Henschel
- 1918: Keimendes Leben (2 Teile)
- 1918: Nach zwanzig Jahren
- 1919: Der Mann der Tat
- 1919: Die Tochter des Mehemed
- 1919: Madame Dubarry
- 1919: Rose Bernd
- 1919: Vendetta
- 1920: Die Brüder Karamasoff
- 1920: Algol – Tragödie der Macht
- 1920: Kohlhiesels Töchter
- 1920: Anna Boleyn
- 1920: Colombine. Die Braut des Apachen
- 1920: Das große Licht
- 1920: Der Schädel der Pharaonentochter
- 1921: Danton
- 1921: Der Schwur des Peter Hergatz
- 1921: Der Stier von Olivera
- 1921: Die Ratten
- 1922: Das Weib des Pharao
- 1922: Othello
- 1922: Peter der Große
- 1923: Tragödie der Liebe
- 1923: Alles für Geld (auch Produktion)
- 1924: Das Wachsfigurenkabinett
- 1924: Quo Vadis?
- 1924: Der letzte Mann
- 1924: Nju
- 1925: Tartüff
- 1925: Varieté
- 1925: Liebe macht blind
- 1926: Faust – eine deutsche Volkssage
- 1927: Der Weg allen Fleisches (The Way of All Flesh)
- 1928: Der Patriot (The Patriot)
- 1928: Sein letzter Befehl (The Last Command)
- 1928: Sünden der Väter (Sins of the Fathers)
- 1928: Der König von Soho (Street of Sin)
- 1929: Aschermittwoch (Betrayal)
- 1930: Der blaue Engel
- 1930: Liebling der Götter
- 1930: The Blue Angel (englische Version)
- 1931: Stürme der Leidenschaft
- 1933: König Pausole
- 1934: Der schwarze Walfisch
- 1935: Der alte und der junge König
- 1935: Traumulus
- 1937: Der Herrscher
- 1937: Der zerbrochene Krug
- 1939: Robert Koch, der Bekämpfer des Todes
- 1939: Der letzte Appell (unvollendet)
- 1941: Ohm Krüger
- 1942: Die Entlassung
- 1943: Altes Herz wird wieder jung
- 1945: Wo ist Herr Belling? (unvollendet)

## Auszeichnungen

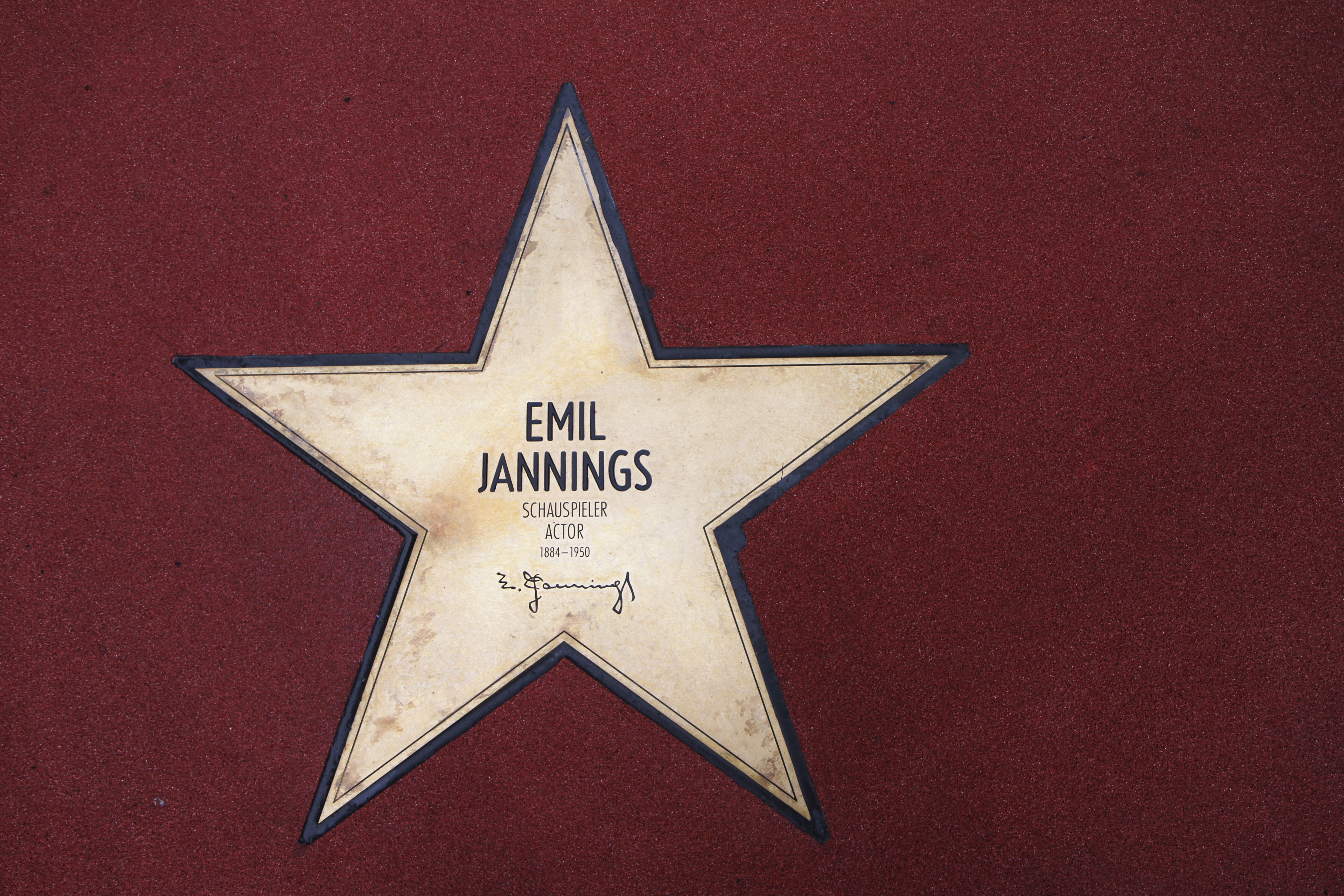
Jannings’ Stern auf dem Boulevard der Stars (2011)

- Oscarverleihung 1929: Bester Hauptdarsteller für Der Weg allen Fleisches und Sein letzter Befehl
- 1937: Coppa Volpi für Der Herrscher
- 1939: Goethe-Medaille für Kunst und Wissenschaft
- 2011: Stern auf dem Boulevard der Stars in Berlin

Jannings wurde außerdem mit einem Stern auf dem Hollywood Walk of Fame geehrt.

## Oper
In der 2016 an der Staatsoper Unter den Linden uraufgeführten Oper Comeback von Oscar Strasnoy (Komposition) und Christoph Hein (Libretto) ist Emil Jannings einer der fünf Charaktere der Handlung, weitere sind Tilla Durieux, Jörg Jannings, Paul Cassirer und Gussy Holl.